# Ken Exel
Kenneth Arnold Exel, detto Ken (Minneapolis, 12 settembre 1920 – Brooklyn Center, 7 luglio 2006), è stato un cestista statunitense, professionista nella NBL.

## Carriera
Exel giocò dapprima nella Roosevelt High School di Minneapolis, poi nei Gophers della University of Minnesota fino al 1946. Giocò a livello professionistico nei Syracuse Nationals, negli Oshkosh All-Stars e nei Minneapolis Lakers. Nel 1948 lasciò il basket giocato, per diventare insegnante, e poi preside, di high school.